# Hubert Constant
Hubert Constant OMI (ur. 18 września 1931 w Camp-Perrin, zm. 23 września 2011) – haitański duchowny katolicki, arcybiskup Cap-Haïtien w latach 2003-2008.

## Życiorys
Święcenia kapłańskie przyjął 15 września 1958 w zgromadzeniu Oblatów Maryi Niepokalanej. Pracował m.in. w zakonnym niższym seminarium (był m.in. rektorem niższego seminarium), a także jako przełożony haitańskiej prowincji oraz rektor zakonnego scholastykatu.
31 stycznia 1991 papież Jan Paweł II mianował go biskupem Fort-Liberté. Sakry biskupiej udzielił mu 7 kwietnia tegoż roku abp François Gayot.
W 1999 został wybrany przewodniczącym haitańskiej Konferencji Episkopatu. Funkcję tę pełnił do 2005.
5 listopada 2003 ogłoszono jego nominację na arcybiskupa Cap-Haïtien. Urząd ten pełnił do przejścia na emeryturę 1 marca 2008.
Zmarł na atak serca 23 września 2011.